# Abbaye de Heiligenkreuz
L'abbaye de Heiligenkreuz (en français : abbaye de la Sainte-Croix) est une abbaye cistercienne dans la commune de Heiligenkreuz (Autriche) à laquelle elle a donné son nom, à 25 km au sud-ouest de Vienne. Fondée en 1133, l'office divin et la vie monastique n'y furent jamais interrompus, ce qui fait d'elle la deuxième communauté cistercienne vivante au monde, après celle de Rein, également en Autriche. L'abbaye, qui conserve la tradition du chant grégorien, reçut la visite du pape Benoît XVI, le 9 septembre 2007, lors de son voyage en Autriche.

## Histoire

### Moyen Âge

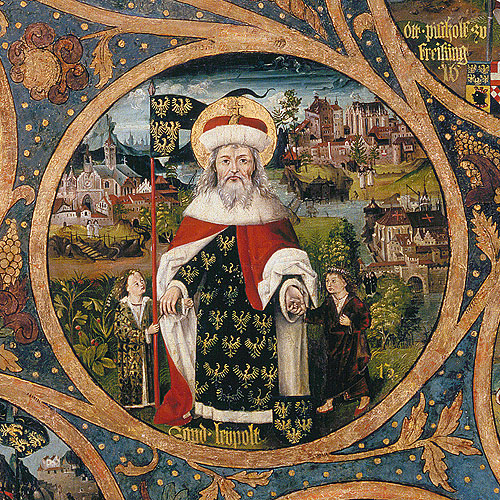
Saint Léopold, patron d'Autriche.

L'abbaye fut fondée le 11 septembre 1133 par le margrave saint Léopold le Pieux (1073 -† 1136), à la demande de son fils Otton, futur abbé de l'abbaye cistercienne de Morimond ainsi que futur évêque de Freising à son retour de France. En effet, pour leur maison, le margrave Léopold avait chargé ce prince, étudiant à Paris, de lui trouver l'ordre religieux le plus dynamique du moment. Pareillement, Otton commença sa carrière comme moine de Morimond, au moins en 1134.
Le site de Heiligenkreuz répondait merveilleusement au besoin de la maison de Babenberg qui entendait protéger l'Empire des incursions barbares, en raison de sa frontière orientale, encore ouverte et mouvante. Tout comme la fondation effectuée par Charlemagne au VIIIe siècle, il fallait des monastères qui étaient capables d'être l'exploitation modèle.
Le roi de Jérusalem, Baudoin IV, octroya en 1182 une relique d'un morceau de la Sainte-Croix au duc d'Autriche Léopold V (1157-1194), dont la Maison des Babenberg est protectrice de l'abbaye. Aussi l'église abbatiale la recueillit-elle et fut consacrée en 1187 ainsi que le monastère en 1240. Comme Otton de Babenberg fut vénéré en tant que bienheureux, ses reliques se trouvent toujours dans l'abbaye de Heiligenkreuz.

« Saint Léopold d'Autriche — nous venons de l'entendre — sur le conseil de son fils, le bienheureux évêque Otton de Freising, qui fut mon prédécesseur sur le siège épiscopal de Freising (à Freising on célèbre aujourd'hui sa fête) fonda en 1133 votre abbaye, en lui donnant le nom de « Unsere Liebe Frau zum Heiligen Kreuz » - Notre-Dame de Sainte-Croix. »

— Discours du pape Benoît XVI, le dimanche 9 septembre 2007
Désormais, plusieurs margraves de Babenberg furent inhumés à Heiligenkreuz. D'abord, il s'agissait de l'un des frères d'Otton, Léopold Ier de Bavière. Puis Léopold V et Frédéric Ier choisirent le même lieu. Lorsque la maison s'éteignit en 1246, à la suite du décès de Frédéric II, ce dernier y fut également enterré.

### Après la Renaissance
Les XVe et XVIe siècles marquent son apogée.

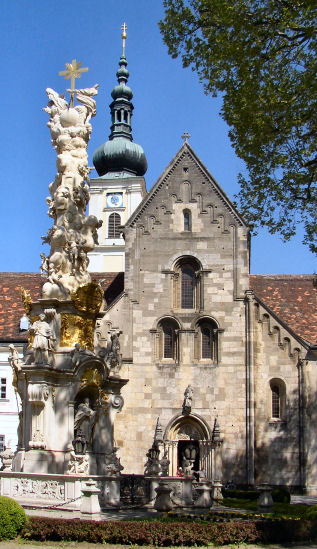
L'église

Le blason de l'abbaye

L'Abbaye possédait un tableau en deux parties Annonciation et Mariage de ste Catherine réalisé vers 1410 par un peintre appelé Le Maître de Heiligenkreuz, actif en France vers 1395-1420. Cette œuvre fut acquise par le Kunsthistorisches museum de Vienne en 1926.
Au XVIe siècle, des germes de décadence due à des épidémies, des guerres et la montée de la Réforme protestante, atteignent l'abbaye de Heiligenkreuz. Elle est assaillie par les Turcs en 1683 et à moitié incendiée. Sa bibliothèque fameuse est détruite à jamais. L'abbaye est reconstruite et agrandie de bâtiments baroques après la défaite des troupes ottomanes et devient à nouveau un haut lieu spirituel. Giovanni Giuliani (1664 - † 1744) est l'auteur de la fameuse colonne de la Sainte-Trinité (1729 - 1739) ainsi que de sculptures en bois de tilleul et de pièces de mobilier. Les stalles dans l'église abbatiale aussi furent achevées par lui en 1707.
Toutefois l'avènement de Joseph II et des idées du despotisme éclairé (le joséphisme) annoncent des temps difficiles. La majorité des
monastères est sécularisée et leurs biens nationalisés. Cependant l'abbaye de Heiligenkreuz échappe à la fermeture, car un édit impérial excluait les hospices et institutions de soins tenus par des Congrégations des lois de sécularisation. En effet l'abbaye abritait une infirmerie réputée.
Depuis 1802, l'abbaye possède un institut de théologie, destiné aux jeunes. Au XXIe siècle, il connaît encore son succès et sa croissance, car en octobre 2012, l'institut Benoît-XVI - Heiligenkreuz comptait pour la première fois 235 étudiants.
Certains de ses moines sont arrêtés entre 1938 et 1945.
Aujourd'hui l'abbaye s'occupe de 19 paroisses environnantes, entre la forêt viennoise et le lac de Neusiedl. En effet, sous le règne de Joseph II, l'abbaye dut accepter ces charges afin d'éviter la menace de suppression.
Le 19 mai 2008, l'année suivante de la visite du pape Benoît XVI, l'abbaye sortit un CD de chant grégorien Chant : musique pour le paradis. Seulement une semaine plus tard, ce disque se plaça, en Angleterre, au 9e rang de classements.
Elle est, de nos jours, la plus ancienne abbaye cistercienne qui célèbre ses offices sans aucune perturbation ni fermeture, à savoir depuis sa fondation en 1133.
L'abbaye a été proposé en 1994 pour inscription au patrimoine mondial et figure sur la « liste indicative » de l’UNESCO dans la catégorie patrimoine culturel.

## Filiations
L'abbaye de Morimond a rapidement étendu sa filiation dans les régions d'Europe centrale. Effectivement protégée par la maison de Babenberg, l'abbaye de Heiligenkreuz, sa principale filiale, connut aussi un considérable accroissement, en fondant un grand nombre d'abbayes-filles parmi lesquelles :
- l’abbaye de Zwettl en Basse-Autriche (1137)[16] ;
- l’abbaye de Baumgartenberg en Haute-Autriche (1142) ;
- l’abbaye de Cikádor en Hongrie (1142) ;
- l’abbaye de Klostermarienberg dans le Burgenland (1197) ;
- l’abbaye de Lilienfeld en Basse-Autriche (1202) ;
- l’abbaye de Goldenkron en Bohême (1263) ;
- l’abbaye de Neuberg en Styrie (1327).